# 须麻蝇属
须麻蝇属（学名：Dinemomyia）为麻蝇科的一个属。

## 下属物种
本属包括以下物种：
- 黑鳞须麻蝇 Dinemomyia nigribasieosta Chen[1]